# Amplasamentul de floră fosilă de lângă satul Ignăței
Amplasamentul de floră fosilă de lângă satul Ignăței este un monument al naturii de tip geologic sau paleontologic în raionul Rezina, Republica Moldova. Este amplasat la sud de satul Ignăței lângă punctul trigonometric 225,5 m. Are o suprafață de 1 ha. Obiectul este administrat de Primăria satului Ignăței.